# Tragacete
Tragacete és un municipi de la província de Conca, a la comunitat autònoma de Castella-La Manxa.
Dins del seu terme, a uns vuit quilòmetres del nucli de població, hi té el seu naixement el riu Xúquer. Hi ha una petita carretera o passeig que segueix el curs del riu des del poble cap al seu naixement. Aquest passeig passa per diverses fonts fins que arriba al salt del "Molino de la Chorrera", lloc pintoresc acondicionat per a ser visitat. Un xic més amunt hi ha l'alberg de "San Blas" on s'acaba la carretera. Quatre quilòmetres més amunt, als peus del "Cerro de San Felipe" trobarem els "Ojuelos de Valdeminguete" considerats el naixement del riu.
La petita població és turística i disposa de diversos restaurants i hotels.

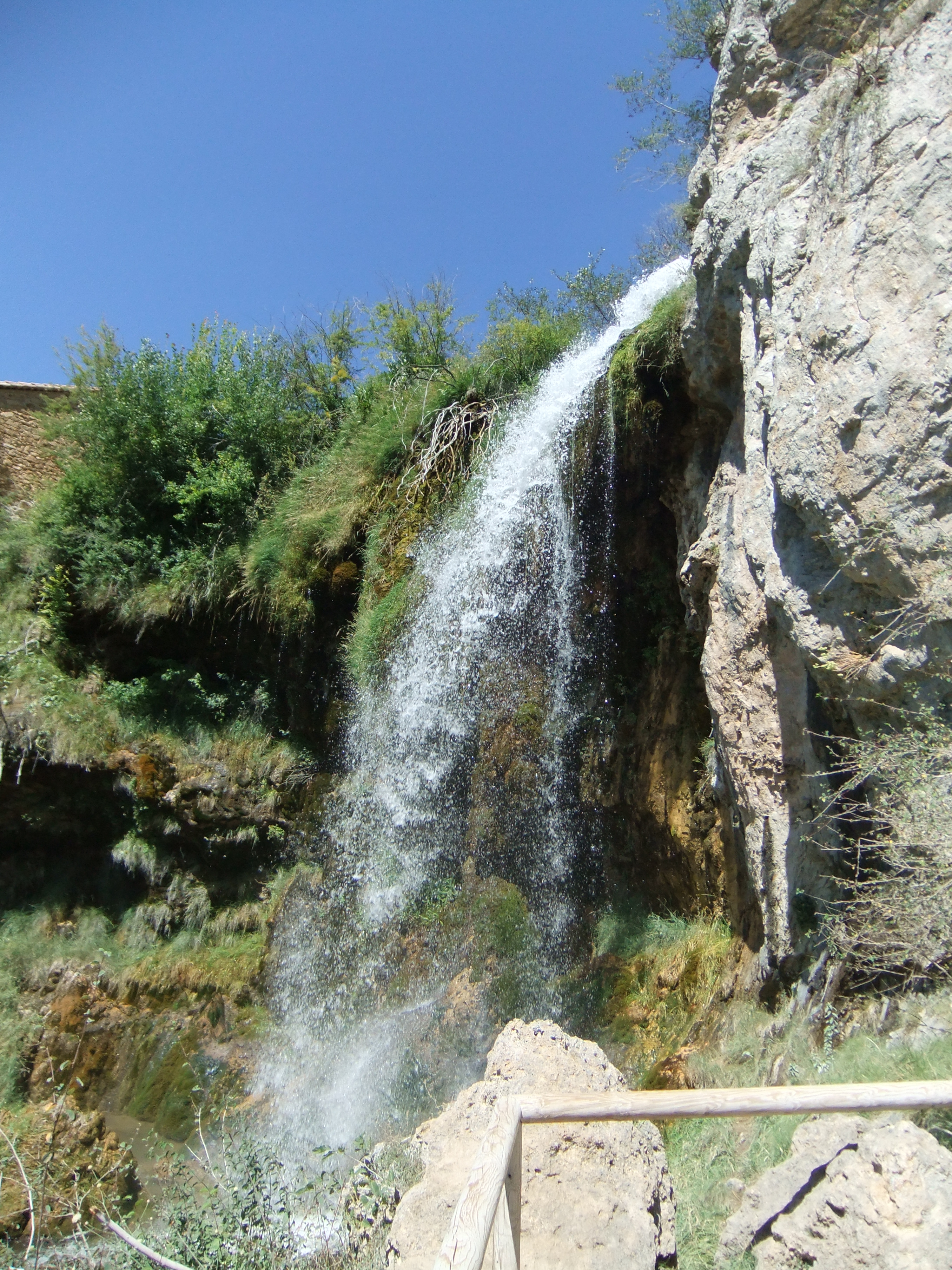
Salt del "Molino de la Chorrera"